# Campyloneurum nitidissimum
Campyloneurum nitidissimum är en stensöteväxtart som först beskrevs av Georg Heinrich Mettenius, och fick sitt nu gällande namn av Ren-Chang Ching. Campyloneurum nitidissimum ingår i släktet Campyloneurum och familjen Polypodiaceae. Utöver nominatformen finns också underarten C. n. latior.